# العلاقات الأوزبكستانية البريطانية
العلاقات الأوزبكستانية البريطانية هي العلاقات الثنائية التي تجمع بين أوزبكستان والمملكة المتحدة.

## مقارنة بين البلدين
هذه مقارنة عامة ومرجعية للدولتين:
| وجه المقارنة                                              | أوزبكستان       | المملكة المتحدة                 |
| --------------------------------------------------------- | --------------- | ------------------------------- |
| المساحة (كم2)                                             | 448.98 ألف      | 242.50 ألف                      |
| عدد السكان (نسمة)                                         | 32.39 مليون     | 66.02 مليون                     |
| الكثافة السكانية (ن./كم²)                                 | 72.14           | 272.25                          |
| العاصمة                                                   | طشقند           | لندن                            |
| اللغة الرسمية                                             | اللغة الأوزبكية | لغة إنجليزية، اللغة الويلزية    |
| العملة                                                    | سوم أوزبكستاني  | جنيه إسترليني                   |
| الناتج المحلي الإجمالي (بليون دولار)                      | 48.72 مليار     | 2.62 تريليون                    |
| الناتج المحلي الإجمالي (تعادل القوة الشرائية) بليون دولار | 190.50 مليار    | 2.72 تريليون                    |
| الناتج المحلي الإجمالي الاسمي للفرد دولار أمريكي          | 2.13 ألف        | 43.88 ألف                       |
| الناتج المحلي الإجمالي للفرد دولار أمريكي                 | 5.57 ألف        | 40.23 ألف                       |
| مؤشر التنمية البشرية                                      | 0.675           | 0.907                           |
| رمز المكالمات الدولي                                      | +998            | +44                             |
| رمز الإنترنت                                              | .uz             | .uk، .gb                        |
| المنطقة الزمنية                                           | ت ع م+05:00     | توقيت غرينيتش، توقيت غرب أوروبا |

## منظمات دولية مشتركة
يشترك البلدان في عضوية مجموعة من المنظمات الدولية، منها:
| علم المنظمة | اسم المنظمة                               | تاريخ انضمام أوزبكستان | تاريخ انضمام المملكة المتحدة |
| ----------- | ----------------------------------------- | ---------------------- | ---------------------------- |
|             | بنك التنمية الآسيوي                       | 1995                   | 1966                         |
|             | مؤسسة التنمية الدولية                     | 24 سبتمبر 1992         | 24 سبتمبر 1960               |
|             | يونسكو                                    | 26 أكتوبر 1993         | 4 نوفمبر 1946                |
|             | وكالة ضمان الاستثمار متعدد الأطراف        | 4 نوفمبر 1993          | 12 أبريل 1988                |
|             | الأمم المتحدة                             | 2 مارس 1992            | 24 أكتوبر 1945               |
|             | الفريق المعني برصد الأرض                  | ?                      | ?                            |
|             | الاتحاد البريدي العالمي                   | ?                      | ?                            |
|             | البنك الدولي للإنشاء والتعمير             | 21 سبتمبر 1992         | 27 ديسمبر 1945               |
|             | الاتحاد الدولي للاتصالات                  | 10 يوليو 1992          | 24 فبراير 1871               |
|             | منظمة حظر الأسلحة الكيميائية              | ?                      | ?                            |
|             | مؤسسة التمويل الدولية                     | 30 سبتمبر 1993         | 20 يوليو 1956                |
|             | المركز الدولي لتسوية المنازعات الاستشارية | 25 أغسطس 1995          | 18 يناير 1967                |
|             | منظمة الشرطة الجنائية الدولية             | ?                      | ?                            |
|             | منظمة الأمن والتعاون في أوروبا            | 30 يناير 1992          | 25 يونيو 1973                |

## وصلات خارجية
- موقع وزارة الخارجية الأوزبكستانية
- موقع وزارة الخارجية البريطانية